# Szabó János (újságíró)
Szabó János (?, 1931. június 17. –)  magyar újságíró, lapszerkesztő, főszerkesztő.

## Életpályája
1945–1950 között Debrecenben esztergályosként, onnantól az ifjúsági mozgalomban dolgozott. 1954–1956-ban a Szabad Ifjúság szerkesztői bizottságának tagja, 1957-ben az Ifjúkommunista lap alapítója, szerkesztője, később főszerkesztője 1962-ig. Ez idő alatt az ELTE-n középiskolai tanárként diplomázott. 1964–69 között a KISZ KB titkára, 1969-től pedig a Magyar Ifjúság főszerkesztője volt. Utóbbi tisztségéről 1983-ban váltotta le a KISZ Központi Bizottsága, majd kinevezték a Lapkiadó Vállalat főszerkesztőjévé, valamint a vezérigazgató első helyettesévé, ugyanakkor 1985-től főszerkesztője lett a Budapest folyóiratnak is, annak 1988-as megszűnéséig.